# Abe Hiroaki

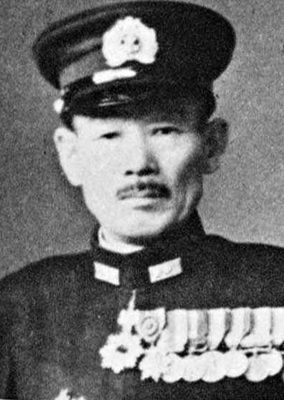
Abe Hiroaki

Abe Hiroaki (japanisch 阿部 弘毅; * 15. März 1889 in der Präfektur Ehime; † 6. Februar 1949 in Kamakura, Präfektur Kanagawa) war ein Vizeadmiral der Kaiserlich Japanischen Marine im Zweiten Weltkrieg.

## Werdegang
Abe schloss die Marineakademie 1911 ab. Am 1. Dezember 1932 zum Kapitän zur See, am 1937 übernahm er das Kommando über das Schlachtschiff Fusō. Am 15. November 1938 wurde er zum Konteradmiral und am 1. November 1942 zum Vizeadmiral ernannt.

## Schlachten
Abe war an dem Angriff auf Pearl Harbor im Dezember 1941 beteiligt. Hier befehligte er die 8. Kreuzerdivision. Anfang Juni 1942 kommandierte er die japanischen Kreuzer und Schlachtschiffe in der Schlacht um Midway. Oktober 1942 kämpfte seine Flotte, bestehend aus den Schlachtschiffen Hiei und Kirishima, den Kreuzern Kumano, Suzuya und Chikuma und einigen Zerstörern sieg-, aber auch verlustreich in der Schlacht bei den Santa-Cruz-Inseln. Bei dem Angriff auf Henderson Field im November kam es zu der Schlacht um Guadalcanal, bei dem der gegnerische Kommandant, Konteradmiral Daniel Callaghan, fiel und zwei gegnerische Kreuzer sowie vier Zerstörer versenkt werden konnten. Allerdings wurden auch zwei eigene Zerstörer verloren und das Flaggschiff Hiei schwer getroffen. Abe entschloss sich daher zum Abzug seiner Schiffe und der Nichtanlandung der 13.000 japanischen Soldaten, was im Bereich der Salomon-Inseln mit schlachtsentscheidend war.
Abe Hiroaki wertete die Schlacht als japanischen Erfolg, aber strategisch gesehen war sie wohl eher eine Niederlage, da das Ziel, Henderson Field durch Beschießung mit schweren Schiffsgeschützen außer Gefecht zu setzen und Verstärkungen sowie Nachschub zu landen, nicht erreicht werden konnte. Untergebene Befehlshaber behaupteten, Abe habe während der Schlacht eine große Anzahl widersprüchlicher Befehle erteilt. Abe gab sein Kommando nach dem Misserfolg und einer weiteren tendenziellen Niederlage bei Guadalcanal im Dezember ab. Die Marine stellte ihn später vor ein Militärgericht. Ein Untersuchungsausschuss der kaiserlichen Marine kam zu dem Schluss, dass Abe einen Fehler begangen hatte, als er nicht früh umkehrte, um panzerbrechende Granaten nachzuladen. Er musste sich aus dem aktiven Dienst in der Marine im März 1943 zurückziehen. Abe wurde als guter Mitläufer, aber schlechter unabhängiger Kommandant beschrieben, dem es an Entschlossenheit und Vorstellungskraft mangelte.

## Coral
Abe Hiroaki gilt als einer der wenigen Nutzer einer speziellen japanischen Chiffriermaschine, der amerikanische Kryptoanalytiker von der Signal Security Agency (SSA) den Decknamen „Coral“ gegeben hatten. Sie wurde nur vereinzelt von japanischen Marineattachés eingesetzt. Als Delegierter eines gemeinsamen Militärrats der Achsenmächte übermittelte Abe umfangreiche Lageberichte und Pläne zu deutschen Einsätzen, verschlüsselt mithilfe von Coral.
Aus den entzifferten Geheimtexten konnten die Alliierten wertvolle Informationen zum europäischen Kriegsschauplatz gewinnen. In Anspielung an den Spitznamen für ihren eigenen früheren Präsidenten, Abraham Lincoln, bezeichneten die Amerikaner auch Abe Hiroaki als Honest Abe (deutsch „ehrlicher Abe“) – in diesem Fall jedoch wohl eher ironisch gemeint.

## Bruder
Konteradmiral Abe Toshio (1896–1944) war sein Bruder. Dieser war erster und letzter Kapitän des Flugzeugträgers Shinano und wurde beim Untergang nach U-Boot-Angriff getötet. Die Shinano war der mit Abstand größte fertiggestellte Flugzeugträger des Zweiten Weltkriegs.